# Birmania en los Juegos Olímpicos de Seúl 1988
Birmania estuvo representada en los Juegos Olímpicos de Seúl 1988 por dos deportistas femeninas que compitieron en atletismo.
El equipo olímpico no obtuvo ninguna medalla en estos Juegos.